# La Máquina del Tiempo presenta a: Mateo / Mal tiempo sobre Alchemia (1er. viaje)
La Máquina del Tiempo presenta a: Mateo/Mal tiempo sobre Alchemia (1.er. viaje) (también conocido como Mal tiempo sobre Alchemia) es un disco grabado por Eduardo Mateo en 1987 tras la publicación de su segundo disco solista: Cuerpo y alma, en 1984. La autoría y arreglos de todas las canciones corresponde a Eduardo Mateo. Fue publicado en 1987 por el sello Ayuí / Tacuabé en formato casete.

## La máquina del tiempo
Desde comienzos de la década de 1980 Mateo venía concibiendo la idea de una «obra conceptual» a la que finalmente llamaría La máquina del tiempo. La idea misma de tiempo, especialmente en lo relacionado con el carácter efímero de la vida y la proximidad de la muerte, era una idea que lo obsesionaba. En una época, comenzó incluso a quitar toda referencia a la muerte de sus canciones, así como a evitar mencionarla. Dicha obsesión, junto con lo que Guilherme de Alencar Pinto ha denominado «pensamiento mágico» de Mateo (que incluye cierto grado de rito en lo cotidiano y la creencia de que la mención de cualquier hecho podía provocarlo), su interés por la alquimia y cierta fascinación por Louis Pauwels y Jacques Bergier, terminaron conformando un cóctel que culminaría en dicha creación fantástica, a la que Mateo se dedicaría en los años posteriores tanto al tocar en vivo como a la hora de grabar sus discos.
En 1982, durante la larga pausa acontecida en el proceso de grabación de Cuerpo y alma, mientras realizaba el espectáculo Tresbigotres y una Mosca junto a Horacio Buscaglia y Pippo Spera, se proyectó un primer espectáculo contenido en el concepto de La máquina del tiempo, en el que participaría Buscaglia, pero éste no se llegó a realizar. El 14 de julio de 1984 se estrena, finalmente, dicho espectáculo en el Teatro Millington Drake (Anglo), con la participación de Jaime Roos (bajo), Gustavo Etchenique (batería), Alberto Magnone (piano y sintetizador), Walter “Nego” Haedo (percusión), el trío Travesía —integrado por Mariana Ingold, Estela Magnone y Flavia Ripa— (voces) y Gastón Contenti (trompeta y fliscorno). El espectáculo se realizó en cuatro funciones durante dos fines de semana. Además de canciones de Mateo, se tocaron algunas de Travesía. Mateo no quiso tocar ninguna de sus canciones previamente grabadas, ni siquiera de Cuerpo y alma, disco recién publicado; las nuevas canciones, por su parte, se encuadraban en el contexto de su idea inicial, dejando de lado cualquier dejo a bossa nova y enfocándose, poéticamente, hacia un estilo menos «humanista» y más «metafísico», en tanto, en lo concerniente al aspecto musical, hacia un estilo más experimental, influido en parte por Miles Davis.
En propias palabras de Jaime Ross el concierto de la máquina del tiempo fue el más desubicado de la historia, "cayó en el lugar menos indicado en el momento menos indicado, en 1984 en pleno auge el canto popular y cae la máquina del tiempo y queda como el más desubicado de la historia, si esos conciertos se hicieran ahora sería muy diferente". El espectáculo fue exitoso en términos de taquilla aunque la reacción de los críticos no fue, en general, muy buena, al punto de que varios lo calificaron de «indescifrable» o «divagante». Por otra parte, la música en Uruguay se encontraba especialmente sensibilizada por el proceso de retorno a la democracia luego de más de una década de dictadura cívico-militar. El fenómeno del «canto popular» se encontraba en su mayor auge: en noviembre de 1983 Los Olimareños salían de una censura de diez años y se volvía a escuchar la voz de Daniel Viglietti; Alfredo Zitarrosa, por su parte, retornaba a su país el 31 de marzo de 1984 ante una recepción multitudinaria. En este contexto, no es descabellado que la propuesta de Mateo fuese vista por algunos como, por lo menos, anacrónica.
En abril de 1985, el Taller Uruguayo de Música Popular («TUMP») organizó un segundo ciclo en el teatro La Máscara denominado La máquina del tiempo / 2. A diferencia del anterior, éste constaba solamente de Mateo y su guitarra, junto a un televisor prendido que, sin sonido, aportaba al espectáculo imágenes al azar. El espectáculo fue exitoso y se volvió a realizar el 13 de junio en el barrio montevideano de Punta Gorda. En las páginas internas del programa quedó registrado el siguiente repertorio de canciones:
1. Despegue
2. El apagón
3. Milonga «La máquina del tiempo»
4. Años o Uruguay
5. A años luz
6. Para el hombre y la mujer
7. Palo bembe (se programa la máquina hacia el...)
8. Cosmos
9. Libélula
10. La "máquina" de Ana
11. El cuadro de «La máquina»
12. A la letra A
13. Las sirenas
14. Retorno al futuro «Aterrizaje»

Entre el 7 de octubre y el 28 de noviembre de 1985, como número musical de la primera edición del Circuito Cultural Municipal ideado por el Departamento de Cultura de la Intendencia de Montevideo, se desarrolló el tercer ciclo en vivo de La máquina del tiempo. El ciclo comprendía actuaciones gratuitas por distintos barrios de la ciudad y el número musical de Mateo era parte de una propuesta que incluía, además, al mimo Alejandro Meneguzzi y al Ballet Folklórico Contemporáneo realizando un número de Estampas criollas. Para estas ocasiones, Mateo fue acompañado por Urbano Moraes (bajo), Fernando «Lobo» Núñez (congas) y las integrantes de Travesía (voces). Esta vez Mateo accedió a tocar canciones «viejas». Durante todo el ciclo tocaron las siguientes canciones y en el siguiente orden:
1. Palomas
2. La mama vieja
3. Yulelé
4. Canción para renacer
5. Eh, caballero
6. Tom y Jerry
7. Flor de murga

Tras grabar el disco Botija de mi país junto a Ruben Rada, colaborar en Todo depende —primer disco solista de Mariana Ingold— y dedicarse brevemente durante 1986 a dar clases de guitarra, Mateo continuó realizando su ciclo de La máquina, esta vez en el bar «Templo del Sol». Participaron los mismos músicos de la última época más Andrés Bedó (piano y sintetizador), Álvaro Salas sustituyendo a Fernando Núñez en congas y Sergio Faluótico (batería). El proyecto fue abandonado a mediados del segundo semestre de ese año.
A comienzos de 1987 comenzó a proyectarse la grabación del disco. Ediciones Tacuabé acordó con Mateo su grabación y lanzamiento a través del sello Ayuí / Tacuabé.

## Grabación
La grabación de La Máquina del Tiempo presenta a: Mateo / Mal tiempo sobre Alchemia (1.er. viaje) comenzó con una fuerte tensión entre los músicos originada por un desencuentro entre Eduardo Mateo y Mariana Ingold en ocasión del espectáculo Todo depende de la Máquina del Tiempo, en septiembre de 1987. Gracias a la mediación de Mauricio Ubal, éstos hicieron las paces y tanto ella como los demás músicos —alineados del lado de Mariana— se decidieron a comenzar la grabación. Estela Magnone incluso se refirió al disco como el resultado de «un pacto de no agresión». Eduardo Mateo sólo mantuvo una relación relajada con Hugo Jasa, productor artístico e invitado, que con el tiempo se convirtió en uno de sus grandes amigos.
El disco se grabó en los estudios «La Batuta» entre octubre y diciembre de 1987, mes en que fue publicado.
Uno de los elementos destacados de la grabación en relación con el sonido fue la utilización de sintetizadores y cajas de ritmos. Mateo y Popo Romano programaron una serie de ritmos, de los cuales sólo se utilizarían finalmente los correspondientes a la canción Flor de murga. Hugo Jasa habla sobre el proceso de grabación y, particularmente, sobre los sonidos innovadores que buscaba Mateo:

Yo ya agarré a Mateo con una avidez de tecnología. O sea, con la mente predispuesta a trabajar la tímbrica, más que a la monodia acompañada. Entonces como las posibilidades tecnológicas eran mínimas, se utilizaron esas cosas mínimas como un delay y una cámara de reverb. La asignación de esos efectos en general en todo ese disco fue de él. Inciden en instrumentos que yo no lo hubiera puesto. Yo le mostraba los efectos, y él decía: «Eso me gusta para el tambor. Ponéselo al tambor.» Y a mí me sonaba como el orto. A él le gustaba. ¿Entendés?. [...] me preguntaba si me gustaba, si no me gustaba. La mayoría de las veces yo le decía que no, me decía «Entonces dejalo». [risas] Quedaba como él quería. Pero fue un trabajo hecho muy a la apurada. Con muy poco tiempo. Él no trabajó con relax. Trabajó muy tenso.

## Lista de canciones
Lado A
1. La máquina del tiempo (Milonga)
2. Ficción solar-1.er. movimiento (Rock afro)
3. Romance de la luna (Balada)

Lado B
1. La libélula (Balada)
2. Cosmos (Rock)
3. Entre signos de (Milonga)
4. El chi-li-ban-dan (Marcha venusina)
5. Flor de murga (Retirada de murga)

## Créditos
- Eduardo Mateo: voz y guitarra, guitarra electro-acústica,[11] bongó y baian en La libélula y El chi-li-ban-dan; coros en Entre signos de; batería digital en Flor de murga
- Mariana Ingold: voz en La libélula, Cosmos, Entre signos de, El chi-li-ban-dan y Flor de murga; sintetizador en La libélula, Entre signos de y El chi-li-ban-dan
- Alberto Magnone:  sintetizador en La máquina del tiempo, Romance de la luna, Cosmos y Flor de murga; piano en Romance de la luna
- Estela Magnone: voz en Cosmos y Flor de murga
- Flavia Ripa: voz en Cosmos y Flor de murga
- Andrés Recagno: bajo en Cosmos y Flor de murga
- Gustavo Etchenique: batería en Cosmos y Flor de murga
- Álvaro Salas: tumbadoras en Cosmos y Flor de murga
- Hugo Jasa: batería digital en La máquina del tiempo, Ficción solar, Romance de la luna y Entre signos de
- Popo Romano: batería digital en Flor de murga
- Ed pegaris: Arte de carátula

## Repercusión
La Máquina del Tiempo presenta a: Mateo / Mal tiempo sobre Alchemia (1.er. viaje) fue el álbum de menor repercusión de todos los discos de Mateo (como solista o en colaboración). En octubre de 1993 había vendido 249 unidades (casetes, puesto que Tacuabé no disponía de fondos suficientes para editarlo además en vinilo). Por su parte, tampoco parece haber impactado al ambiente cultural y musical, ni haber sido mencionado nunca como influencia, por parte de la comunidad musical, de manera manifiesta.

## Reediciones
- En 1999, La Máquina del Tiempo presenta a: Mateo / Mal tiempo sobre Alchemia (1.er. viaje) fue reeditado en CD por el sello Ayuí / Tacuabé, para la colección 30 años de música uruguaya publicada por la revista Posdata. La reedición incluye dos canciones adicionales: Canción para renacer —a dúo con Mariana Ingold— y Sí, no.